# Frank Pentangeli
Frank Pentangeli er en fiktiv karakter, der optræder i filmen The Godfather Part II (1974), hvor han bliver spillet af Michael V. Gazzo. Gazzo blev nomineret til en Best Supporting Actor Oscar for sin rolle, som han tabte til Robert De Niro, der spillede med i samme film, som en ung Vito Corleone). Han har tilnavnet "Frankie Five Angels" fra sit efternavn, der er dannet af det græskepræfix penta- (der betyder "fem") og det italienske ord angeli (der betyder "engle").
Pentageli optræder kun i filmen, og ikke i bogen som den er baseret på, der blev skrevet af Mario Puzo i 1969.